# Forces japonaises d'autodéfense
Pour la milice présente au Rojava, voir Forces d'autodéfense (Rojava).
Pour les articles homonymes, voir FJA.
Les Forces japonaises d'autodéfense (自衛隊, Jieitai, abrégé en FJA), souvent désignées sous le terme anglais de Japan Self-Defense Forces (JSDF), constituent de fait l'armée japonaise depuis 1954. Dans l'archipel, la défense a en effet depuis 1945 un statut particulier. En raison de l'article 9 de sa Constitution, rédigée à l'issue de la défaite dans la guerre du Pacifique face aux États-Unis et autres Alliés qui a conduit à la suppression de l'Armée et de la Marine impériale japonaises, « le Japon renonce à jamais à la guerre en tant que droit souverain de la nation ».
Cette phrase initialement interprétée comme une interdiction totale d'avoir une armée a été réinterprétée depuis 1954 comme une interdiction des comportements offensifs, laissant au Japon le droit d'avoir des troupes exclusivement pour la défense du pays, malgré le paragraphe suivant du même article qui dispose que « pour atteindre le but fixé au paragraphe précédent, il ne sera jamais maintenu de forces terrestres, navales et aériennes, ou autre potentiel de guerre ». Le Japon s'éloigne du pacifisme à cause des menaces croissantes de la Chine et de la Corée du Nord ; toutefois, le Japon s'interdit d'avoir une arme nucléaire fonctionnelle.
Dans un rapport publié par le Credit Suisse en 2015, les FJA se sont classées au quatrième rang des forces armées les plus puissantes au monde dans le domaine des capacités classiques et disposent du huitième budget militaire le plus important au monde. Au cours des dernières années, elles ont participé à des opérations internationales de maintien de la paix, notamment aux opérations Force de maintien de la paix des Nations unies.
Les Forces japonaises d'autodéfense peinent à recruter du fait de leur assez mauvaise réputation. Les cas d’abus de pouvoir par des supérieurs sont monnaie courante selon le quotidien conservateur Yomiuri.

## Histoire

### Premières missions

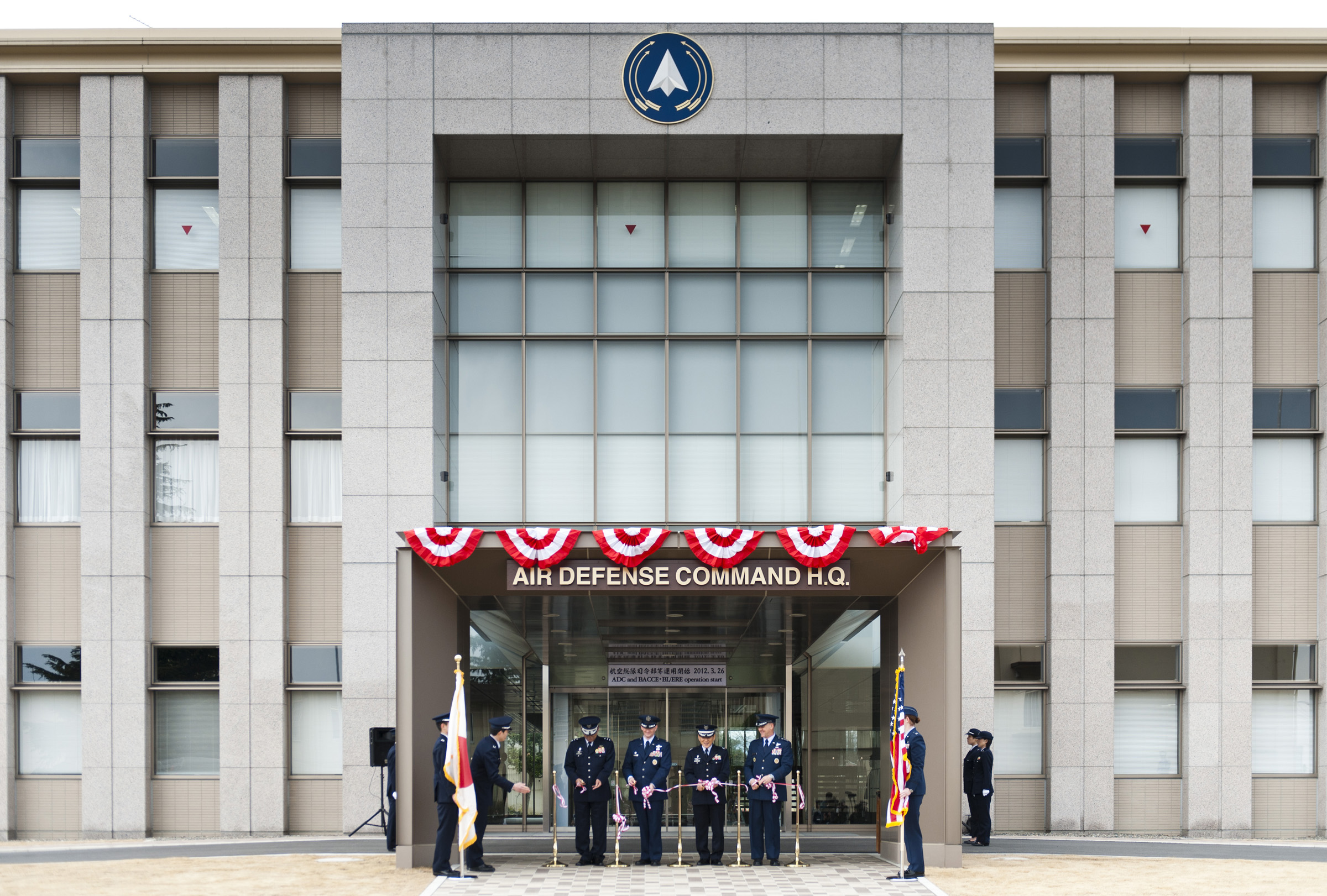
Des représentants américains et japonais inaugurent un centre de commandement de la Force aérienne d'autodéfense japonaise (base aérienne de Yokota, 26 mars 2012)

L'article 9 de la Constitution japonaise fut rédigé dans les circonstances particulières de la période immédiate d'après-guerre. La situation géopolitique de la région changea profondément avec la montée de l'antagonisme entre les États-Unis et l'URSS au début de la guerre froide, avec pour conséquence un changement de la politique du tuteur américain du Japon. Le Japon devint une base avancée de l'United States Navy et un élément clef du réseau d'alliances visant à contenir l'expansion des blocs communistes chinois et soviétique. La guerre de Corée renforça cette situation, et en 1954, le gouvernement japonais se dote d'une force armée, qualifiée de défensive, baptisée « Forces japonaises d'autodéfense (自衛隊, Jieitai) » (FJA).
Un Traité de coopération mutuelle et de sécurité entre les États-Unis et le Japon lie ces deux nations. Ce sont en théorie ces premiers qui assurent la protection de l'archipel. Ainsi l'armée américaine a établi plusieurs bases dans le pays dont les plus importantes sont sur l'île d'Okinawa. Après avoir été dotées quasi exclusivement de matériel américain importé ou construit sous licence durant les années 1950 et 1960, les forces terrestres et maritimes japonaises sont actuellement équipées, pour l'essentiel, de matériel d'origine nationale ; ces équipements sont de haut niveau bien qu'en général plus onéreux que leurs équivalents occidentaux ; l'aviation continue d'utiliser en majorité des avions de combat d'origine américaine.
À partir des années 1990, le Japon fait un retour progressif en tant qu'acteur dans la géopolitique internationale, et tout comme c'est le cas pour l'Allemagne, ses forces armées commencent à intervenir dans des actions multinationales. En 1992, pour la première fois depuis 1945 et la fin des campagnes du Pacifique, des militaires japonais sont déployés en mission à l'étranger en tant que casques bleus au Cambodge. Depuis 1996, des Japonais sont membres de la Force des Nations unies chargée d'observer le dégagement au Golan. Et en 1998, la coopération avec la Septième flotte américaine qui avait été inexistante commence à se mettre en place.

### Missions récentes et évolutions
En 2004, pour la première fois depuis 50 ans, le Japon envoie des troupes dans une zone de combat, en Irak, participant, uniquement dans un but humanitaire et de reconstruction, à la coalition militaire en Irak menée par les États-Unis ; leur mission se termine en décembre 2008. Cette présence croissante dans les actions internationales s'accompagne d'une évolution des institutions japonaises. Le 15 décembre 2006, le Japon se dote d'un véritable ministère de la Défense, succédant à l'Agence de Défense. Cette évolution est intervenue après le vote de la Chambre des représentants et de celle des conseillers, favorables à ce projet de loi. Fumio Kyūma, alors secrétaire d'État qui dirigeait l'Agence de Défense, devient ainsi ministre de la Défense. Cette création a pour principal but de donner au Japon les outils pour une action politique internationale, et l'éventuelle participation dans des opérations de maintien de la paix. Après lui se succèdent à ce poste le 2 juillet 2007 Yuriko Koike puis Masahiko Kōmura et le 26 septembre 2007 Shigeru Ishiba ; en 2012, Satoshi Morimoto détient ce poste.

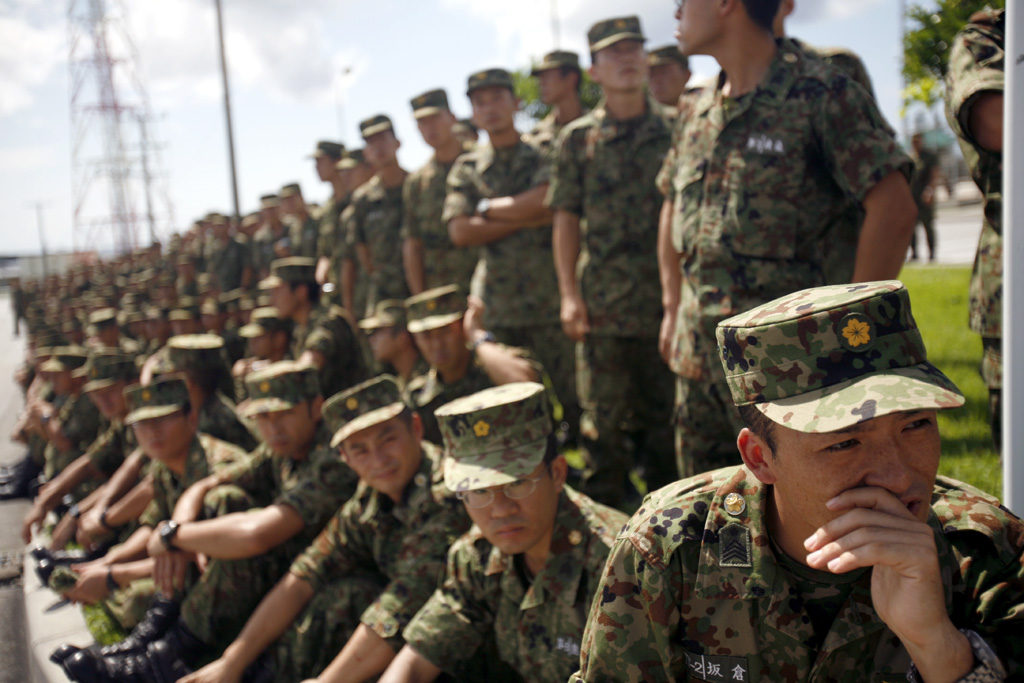
Candidats élèves-officiers des forces d'autodéfense terrestres japonaises (JGSDF) dans les années 2000.

En mars 2007, l'Australie et le Japon ont signé un pacte de sécurité mutuelle, le deuxième du genre pour le Japon avec celui signé avec les États-Unis. Profondément marqué par les bombardements atomiques de Hiroshima et Nagasaki, le Japon s'est doté après la Seconde Guerre mondiale d'une doctrine non-nucléaire, qui consiste à ne « jamais posséder, produire et stocker » d'armements nucléaires. Néanmoins, la présence de puissances nucléaires dans son voisinage, notamment la Chine, la Russie et la Corée du Nord, soulève un débat récent sur la difficulté d'assurer dans ces conditions une capacité de dissuasion. En 2006, le ministre des Affaires étrangères Tarō Asō a déclaré que le Japon disposait de la technologie pour développer des bombes atomiques, ainsi que de réserves de plutonium sous la supervision de l'Agence internationale de l'énergie atomique (AIEA), mais a renouvelé fermement la décision du gouvernement japonais de ne pas produire d'armes nucléaires.
En décembre 2010, le Japon annonce une réorganisation de sa défense d'ici 2020, une partie des forces faisant alors face à la Russie seront repositionnées face à la république populaire de Chine et la menace balistique de la Corée du Nord. À la suite du séisme de 2011 de la côte Pacifique du Tōhoku du 11 mars 2011 causant l'accident nucléaire de Fukushima, ce sont 106 000 soldats qui ont été mobilisés au total, répartis comme suit : dans l'armée de terre (70 000 sur 135 000), la marine (14 000 sur 45 000) et l'armée de l'air (22 000 sur 50 000). Durant le conflit territorial des îles Senkaku en 2012, un chercheur déclare qu'en cas d'attaque par la Chine, il ne faudrait pas moins de trois jours pour que soit prise la décision de mobiliser les forces japonaises en raison de la lenteur des étapes politiques nécessaires au respect de la Constitution.
Le 27 septembre 2014, à la suite de l'éruption du Mont Ontake, ayant ôté la vie à plus d'une trentaine de personnes, à l'exemple d'autres désastres naturels ou technologiques, les FJA sont déployées sur place à la recherche de blessés et de disparus,.
Le 1er juillet 2014, le conseil des ministres décide de changer profondément la politique de la défense du Japon d’après-guerre, en modifiant l’interprétation d’une partie de l’article 9 en tolérant l’utilisation du droit collectif (toujours avec certaines limites) et dessine une orientation vers un assouplissement de l’utilisation des armes. La loi japonaise de 2015 sur les Forces japonaises d'autodéfense est adoptée le 19 septembre 2015.
Le 15 novembre 2016, le gouvernement autorise les forces déployées au Soudan du Sud à défendre des camps de l'ONU en cas d’attaque par des insurgés. Jusqu'à présent, les soldats ne pouvaient utiliser leurs armes que pour répliquer à des attaques les visant. Le 10 mars 2017, il annonce le retrait de son contingent de la Mission des Nations unies au Soudan du Sud.

#### Augmentation des capacités de réaction dans les années 2020

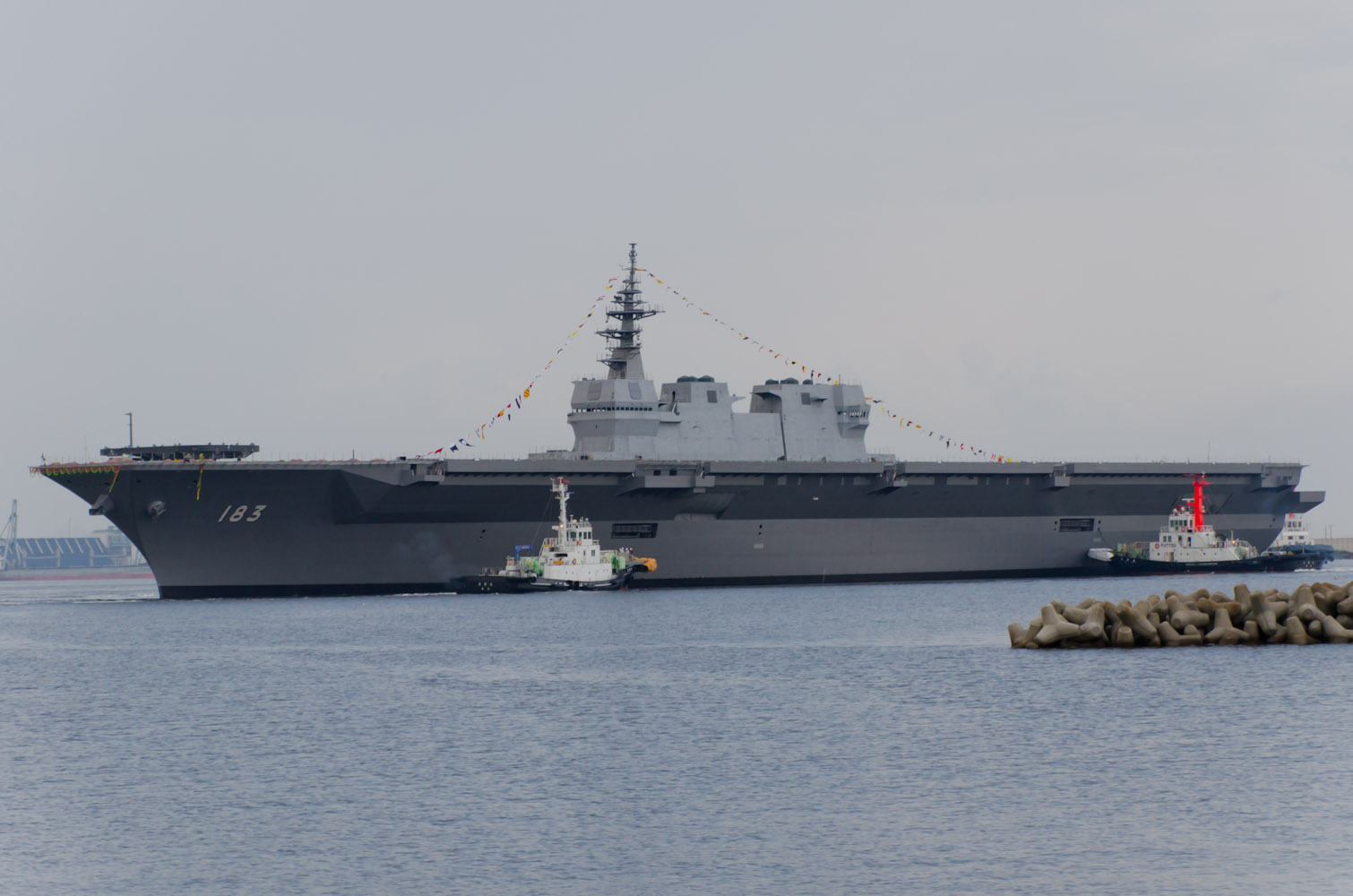
Le JDS Izumo (DDH-183) juste après le lancement, 2013.

Le gouvernement japonais a validé, 18 décembre 2018, les nouvelles directives planifiant les acquisitions de matériel pour les cinq années à venir et définissant les priorités stratégiques sur dix ans. Face aux menaces nord-coréenne et chinoise, voire russe, le Japon veut renforcer ses capacités de projection et de cyberguerre. Dans les années 2020, il prévoit d’acquérir 105 avions de combat américains F-35.
Il est annoncé la transformation du porte-hélicoptères JDS Izumo, plus gros bâtiment de la flotte japonaise, déplaçant 19 500 tonnes (le Charles de Gaulle en déplace 42 500), en porte-avions capable d’accueillir des avions à décollage court, comme les Lockheed Martin F-35 Lightning II et les appareils de transport à rotor pivotant Boeing-Bell V-22 Osprey, faisant de celui-ci le premier du genre depuis la fin de la guerre du Pacifique.
La création en mars 2018 d'une « Brigade de déploiement rapide amphibie » et la transformation annoncé de deux des quinze divisions et brigades du GSDF en deux divisions de déploiement rapide doivent améliorer la réactivité des forces japonaises. Les Commandement de l'Opération interarmées (統合作戦司令部 (Tōgōsakusenshireibu)) seront établies à la fin de 2024. 

##### Forces de projection à la fin des années 2010

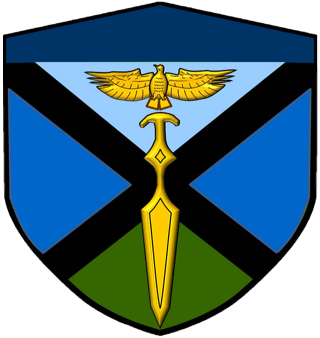
L'insigne officiel de la Brigade de déploiement rapide amphibie.

La brigade de déploiement rapide amphibie (en) mise sur pied le 27 mars 2018 est considérée comme la version japonaise des Marines américains. Fort de 2 000 hommes, ce corps a été placé sous un commandement unique et sera dévolu à un spectre opérationnel large, allant de la défense du territoire aux interventions de sécurité civile à la suite de catastrophes. Le gouvernement japonais prend bien garde d’expliquer qu’il ne s’agit nullement pour cette force d’avoir à mener des actions offensives. Parmi ses missions, toutefois, elle pourrait servir à reprendre « des îles éloignées si elles ont été saisies par une armée étrangère », selon les annonces de la Force terrestre d'autodéfense japonaise. L’éventualité d’une future crise autour de Taïwan préoccupe le Japon qui a créé à la fin des années 2010 deux bases militaires et en prévoit en 2019 une troisième, à la pointe méridionale de l’archipel des îles Ryūkyū (dont fait partie Okinawa), à 600 km de Taïwan.

#### Acquisition de capacités offensives

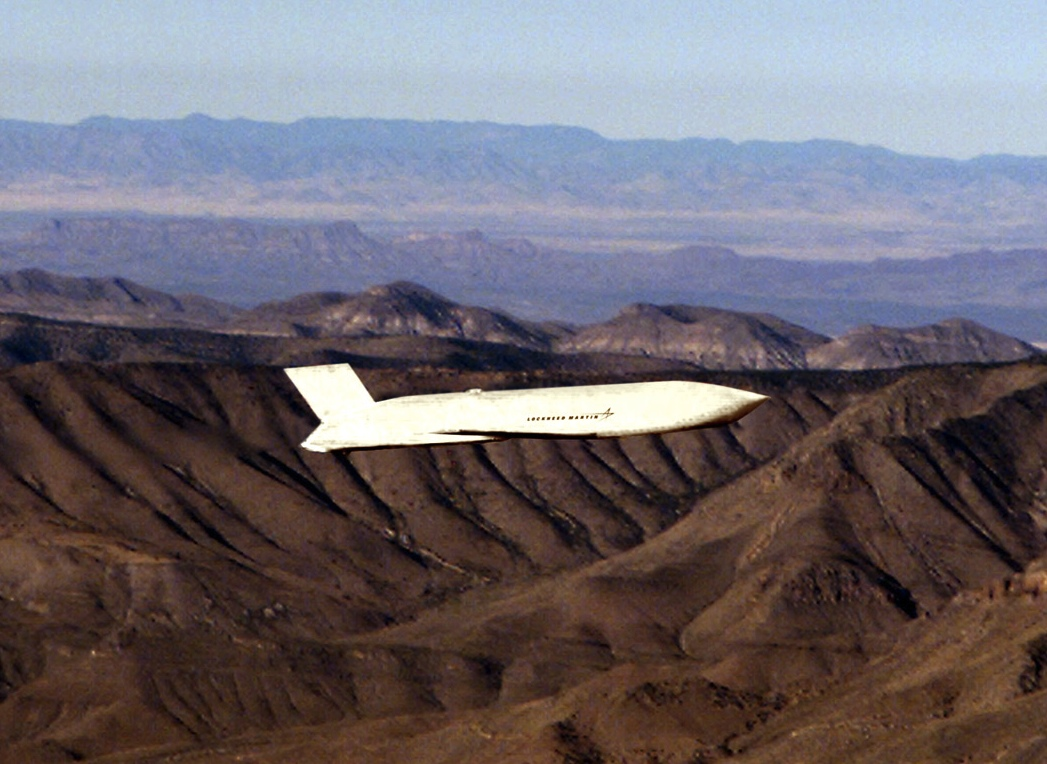
L'AGM-158 JASSM (Joint air-to-surface standoff missile).

Le Japon n’est pas censé détenir d’armes offensives mais s’en est néanmoins largement doté, en particulier depuis l’arrivée au pouvoir de Shinzō Abe, chantre d’une dissuasion dynamique et d’une logique d’autonomisation de la défense du pays. Tokyo a ainsi fait l’acquisition de capacités offensives, tels la confirmation en 2020 de plans d’acquisition de missiles de croisière air-sol de JASS-Er, d’une portée supérieure à 900 kilomètres. Côté japonais, on insiste sur le fait que ces armements ne menacent pas le territoire chinois mais viseraient un agresseur, sur le sol japonais ou dans les eaux territoriales, si une telle crise devait advenir. Par ailleurs, le Japon développe ses capacités dans les nouveaux champs de conflictualité, où la démarcation entre postures défensive et offensive est moins nette: cyberespace, espace, spectre électromagnétique.
Une nouvelle « stratégie de sécurité nationale » est officialisée en décembre 2022. Elle prévoit de doubler la part des dépenses militaires dans le PIB du Japon (passant de 1 à 2 % du PIB), financées par des hausses d'impôts. Le pays prévoit d’acheter aux États-Unis 500 missiles de croisière Tomahawk, ainsi que des missiles anti-aériens de longue portée SM-6, développer des missiles hypersoniques et construire des dizaines de nouveaux dépôts de munitions sur son territoire pour accueillir des missiles de «contre-attaque» et d’autres armements. Washington a accueilli avec satisfaction ces annonces : « L’objectif du Japon d’augmenter de manière significative ses investissements en matière de défense va (...) renforcer et moderniser l’alliance entre les États-Unis et le Japon »,. Ces nouvelles ambitions militaires du gouvernement japonais ont été reçues avec inquiétude tant par la Corée du Nord que par la Corée du Sud. De nouveaux accords militaire sont signés en janvier 2023 avec les États-Unis, qui stationnent 54 000 soldats et des centaines d'appareils et de navires dans l'archipel.

## Coopération internationale
Le 19 juin 2009, la Diète du Japon autorise un engagement plus actif dans le golfe d'Aden pour protéger les navires marchands ayant un lien quelconque avec le Japon (pavillon, passagers, intérêts) contre la piraterie autour de la Corne de l'Afrique. Elle autorise des tirs contre les bateaux pirates. En conséquence, en avril 2010, on annonce la construction de la première base permanente japonaise à l'étranger à Djibouti. Cette base navale de 12 hectares est opérationnelle depuis 2011 et accueille 150 personnes.

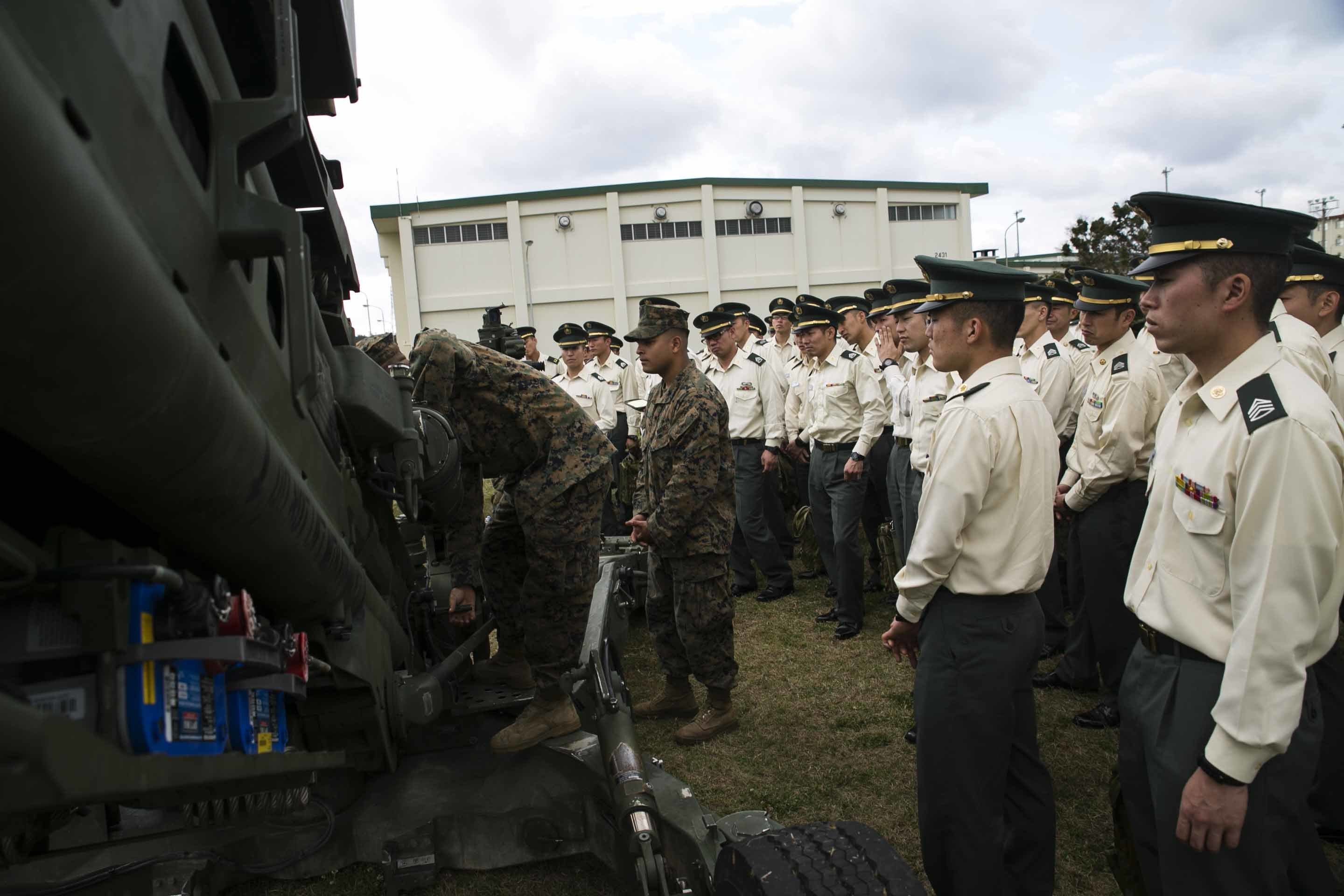
Les Marines américains montrent comment ils exploitent leur obusier M777A2 aux candidats officiers des Forces d'autodéfense japonaises au, à Okinawa, au Japon.

Les forces japonaises ont coopéré relativement peu avec les autres armées en dehors de celle des États-Unis après la Seconde Guerre mondiale, mais ont signé depuis le début des années 2010 des accords d’acquisition et de services croisés qui stipule la disposition mutuelle de fournitures, y compris de la nourriture, de l'eau et du carburant, ainsi que des services de transport et de réparation, aux et entre les forces armées des deux pays avec le Royaume-Uni, l'Australie et la France.
Depuis avril 2019, elle détache deux officiers à la Force multinationale et observateurs au Sinaï.
le Japon et l’Australie ont décidé, le 17 novembre 2020, de finaliser un accord d’accès réciproque (RAA) pour leurs troupes armées. Le nouveau cadre, officialisé en 2021, doit permettre aux militaires des deux pays d’organiser des manœuvres sur leur territoire respectif, de renforcer l’interopérabilité de leurs forces et de stationner des troupes si besoin est sur le territoire de l’autre. C'est le premier accord de ce type pour le Japon depuis celui passé avec les États-Unis en 1960.
Manœuvre
À partir de Kadena Air Base, les États-Unis, l’Australie, le Canada, la Nouvelle-Zélande et la France (avec un Dassault Falcon 200 de l'aviation navale) ont mené par avion des activités d’alerte et de surveillance des activités illégales en mer, y compris les « transferts de navire à navire » sur fond de prise de position contre Pyongyang et Pékin. Des bâtiments des marines américaine, britannique, canadienne, australienne et française ont aussi conduit ces activités dans les espaces maritimes autour du Japon, déployant la frégate française Vendémiaire depuis Nouméa à partir de février 2018, qui fait suite à des prises de positions claires lors du déplacement des ministres Jean-Yves Le Drian et Florence Parly à Tokyo du 26-29 janvier 2018. Cet événement montre une position française plus affirmée dans les enjeux géopolitiques et diplomatiques de l’Asie-Pacifique. Cela signifie sans aucun doute un « retour » de la France en tant que puissance dans cette région du monde.

## Composition

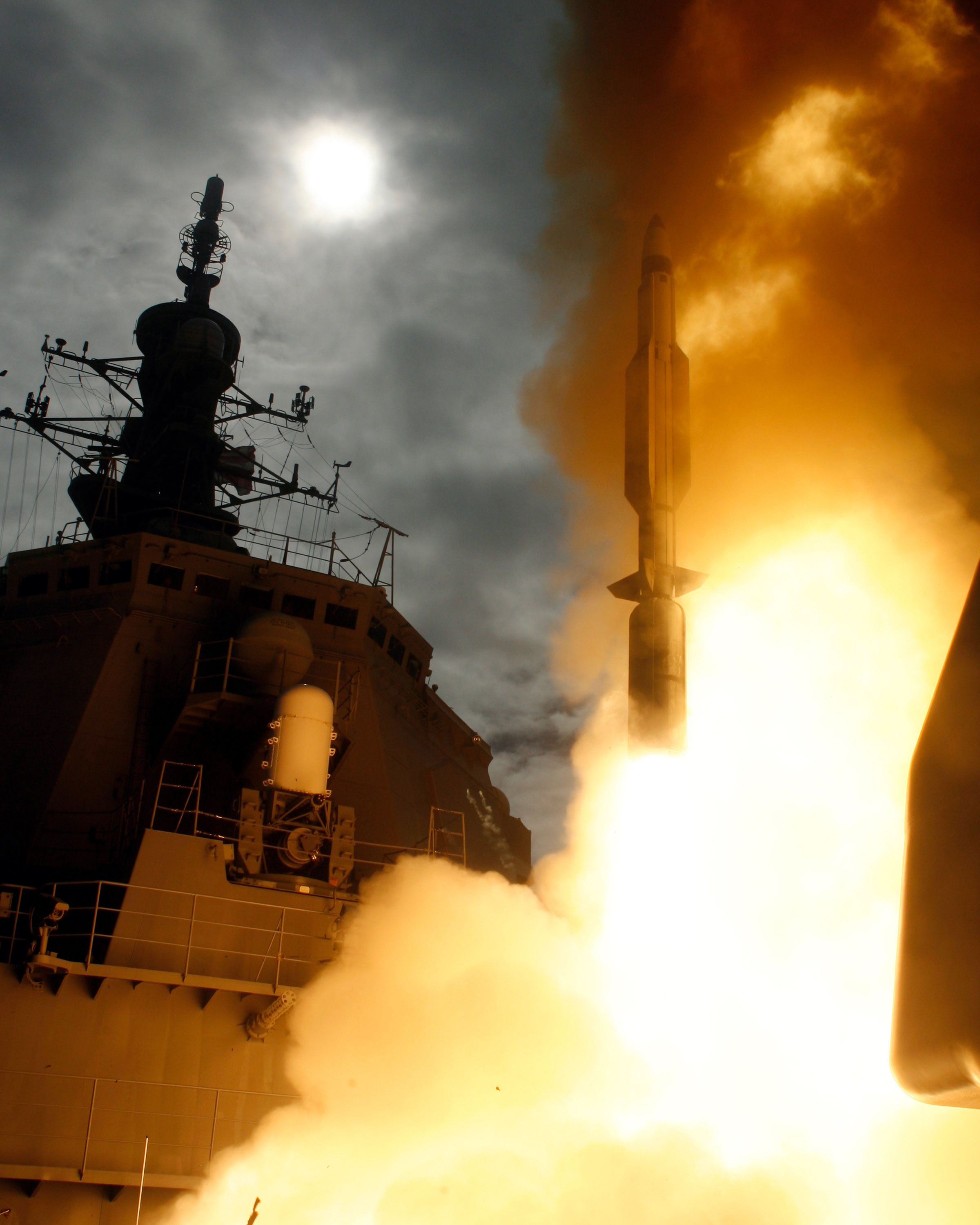
RIM-161 Standard Missile 3 tiré depuis le Kongō (DDG-173).

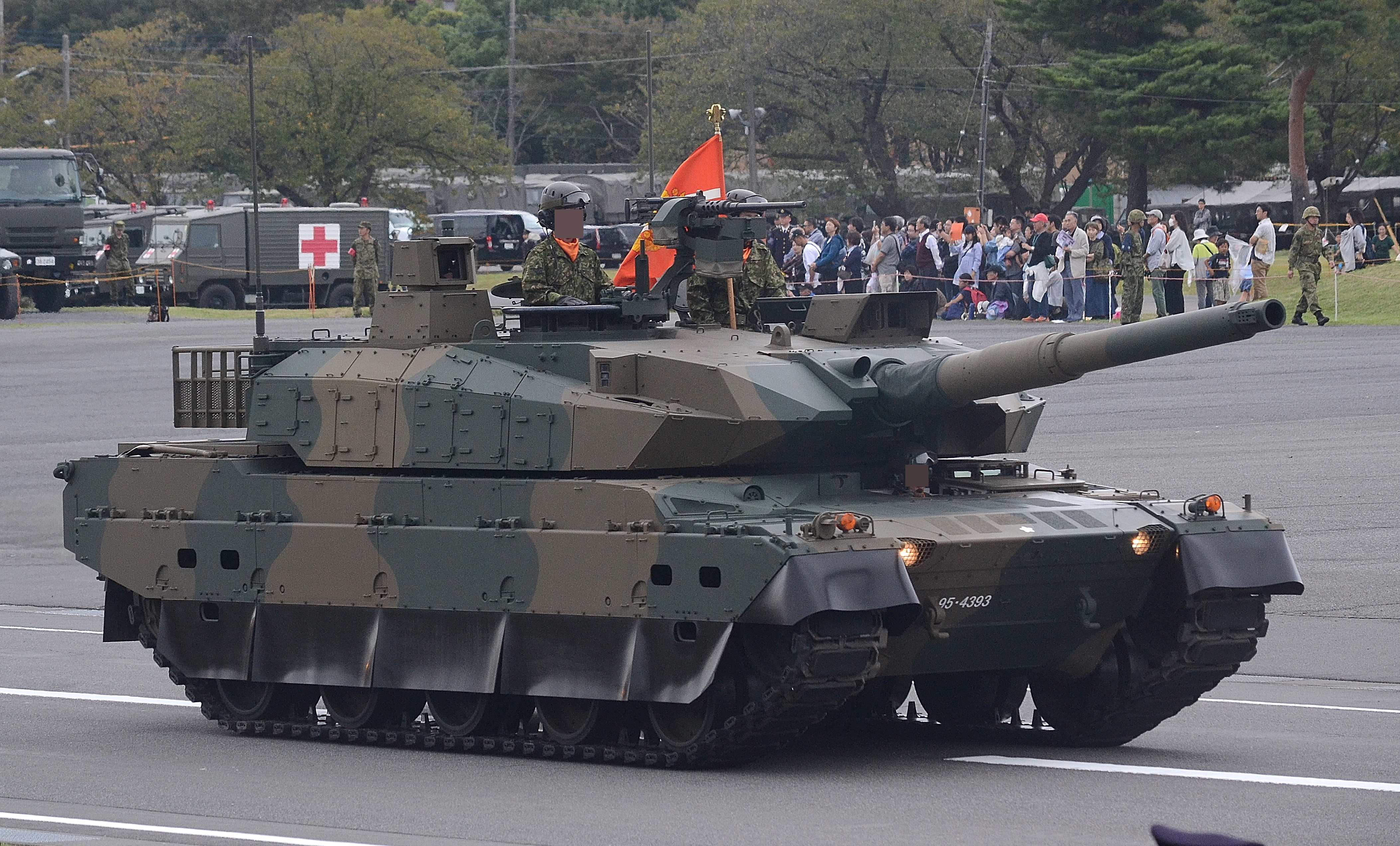
Char Type 10 des JGSDF. lors d'un défilé en 2018.

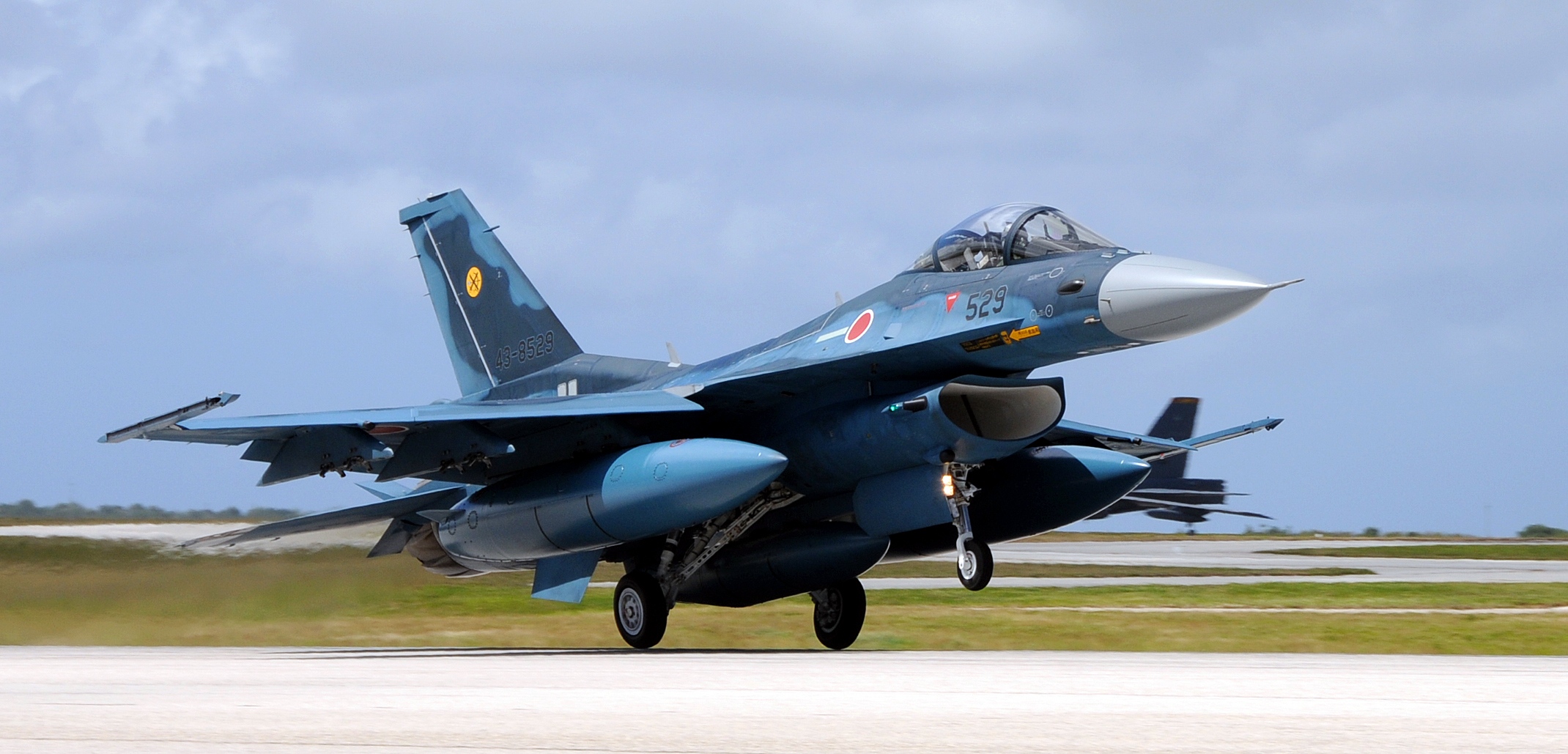
Mitsubishi F-2 des JASDF.

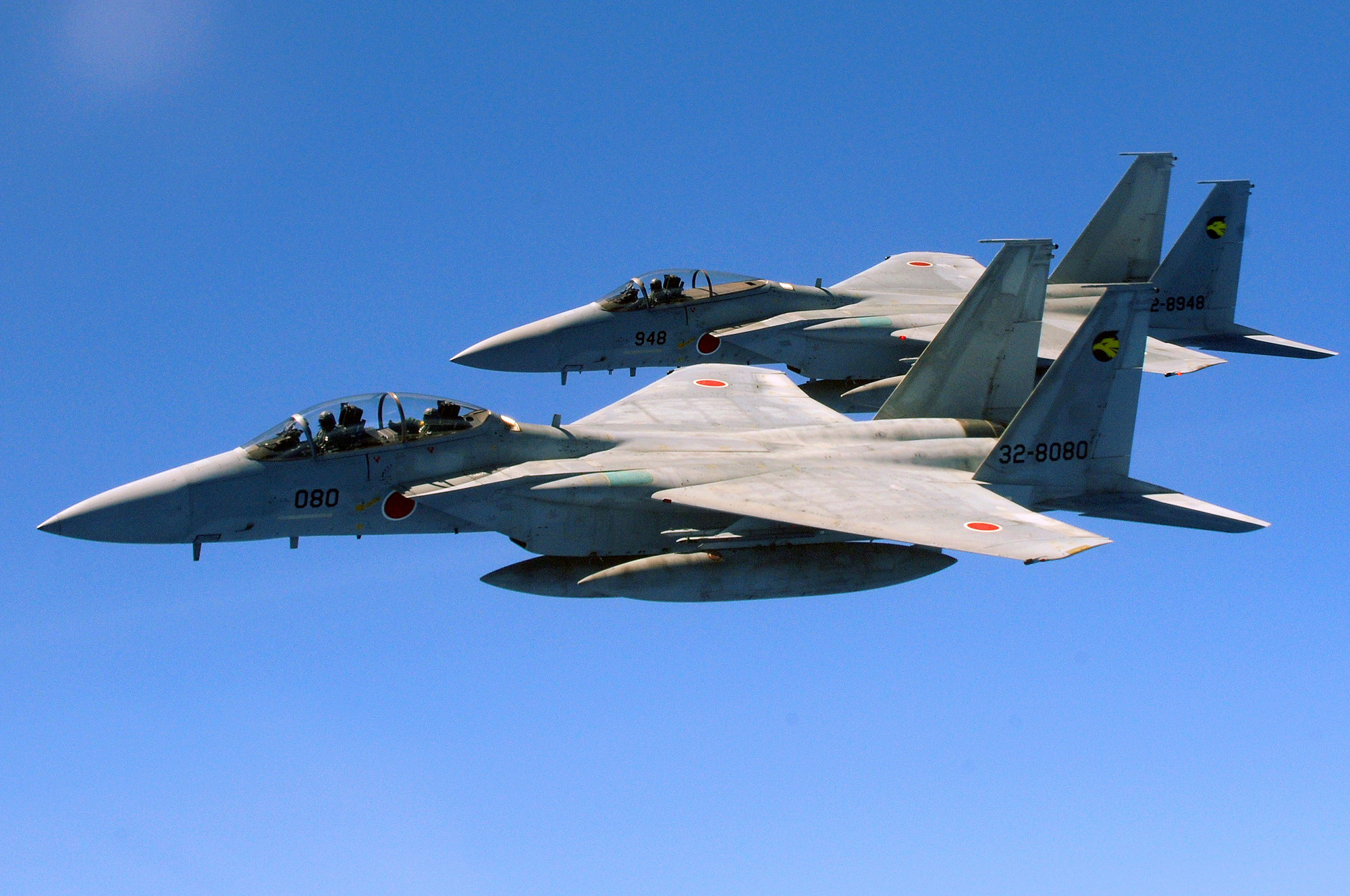
F-15J et F-15DJ des JASDF.

L'effectif total des Forces japonaises d'autodéfense (FAD) est de 227 843 membres au 31 mars 2023. Soit un taux de remplissage de 92,2 % par rapport à la capacité totale prévue de 247 754 membres.
Seul 51 % des objectifs de recrutement avaient été atteints
L'effectif était environ 240 000 hommes en 2006 et compter 246 000 militaires en 2015. Le Japon et la Chine sont des ennemis historiques. Or, la puissance militaire de cette dernière inquiète les dirigeants du pays du Soleil levant. Pour répondre aux forces chinoises, l'armée japonaise peut déployer 248 000 soldats et plus de 50 000 réservistes en 2016. Devant le vieillissement de sa population, en octobre 2018, le Japon a relevé de « moins de 27 ans » à « moins de 33 ans » l'âge maximum de recrutement des engagés candidats sous-officiers et des engagés candidats militaires du rang des FAD et l'âge de départ anticipé à la retraite des membres des FAD est relevé graduellement à partir de l’année 2020.
Le budget accordé à la défense est de 50 milliards $ US et lui a permis de se doter d'un arsenal comprenant 1 595 avions et plus de 130 navires de guerre[Quand ?]. Malgré la petitesse de son armée (comparativement à celle de la Chine), le Japon maintient tout de même une solide présence militaire sur le continent asiatique et ce, à travers différentes initiatives, ses armées sont organisées en trois composantes :
- la Force maritime d'autodéfense japonaise (海上自衛隊, Kaijō Jieitai?, Japan Maritime Self-Defense Force ou JMSDF). Son quartier-général est la base navale de Yokosuka :
  - 44 000 hommes
  - 2 destroyer porte-hélicoptères de la Classe Hyuga, le JDS Hyuga et le JDS Ise.
  - 2 nouveaux destroyer porte-hélicoptères, le JDS Izumo et le JDS Kaga.
  - 18 sous-marins au total dont 10 de Classe Sōryū (13 en 2020)
  - 9 frégates
  - 7 destroyers : trois de Classe Asahi (en) et quatre de type 119 DD
- la Force aérienne d'autodéfense japonaise (航空自衛隊, Kōkū Jieitai?, Japan Air Self-Defense Force ou JASDF) :
  - 45 600 hommes
  - 300 avions de combat
- la Force terrestre d'autodéfense japonaise (陸上自衛隊, Rikujō Jieitai?, Japan Ground Self-Defense Force ou JGSDF) :
  - effectif autorisé depuis 1972 : 155 000, effectif réel en 2010 : 148 000 hommes[39], effectif demandé fin 2010 pour 2015 : 157 000 dont 7 000 réservistes[40].
  - 1 000 chars (600 en 2010, réduction annoncée à 400 en 2020)

La flotte japonaise, qui représente 387 400 tonnes au 1er novembre 2012, est la 6e flotte mondiale derrière les États-Unis, la Russie, la France, le Royaume-Uni et la Chine à cette date. On annonce de la transformation des porte-hélicoptères de la classe Izumo en porte-aéronefs dans les années 2020, ils seront les premiers porte-avions japonais depuis la Seconde Guerre mondiale.

## Budget de la défense
En raison de sa constitution « pacifiste », le Japon limite ses dépenses militaires au seuil symbolique de 1 % de son PNB entre 1974 et 2020. Le ministère de la défense a néanmoins le septième budget de la Défense en 2011, au même niveau que celui de l'Allemagne, bien qu'il soit en baisse constante de 2002 à 2012 et augmentant depuis peu ou prou au niveau de l'inflation.
En 2003, le budget est de 4 926 milliards de yens. En 2006, il est à hauteur de 4 790 milliards de yens soit trente-deux milliards d'euros au taux de change de l'époque. Cela correspond à environ 267 euros par habitant, soit environ la moitié de l'effort consenti par chaque Français. En 2012, il a été fixé à 4 640 milliards de yens soit, au taux de change de janvier 2011, 46 milliards d'euros. Pour l'année fiscale 2015, le gouvernement demande 4 900 milliards de yens (47,25 milliards de dollars ou 35,8 milliards d’euros au taux de change d'aout 2014), soit un retour du budget à son niveau des années 1990. En novembre 2021, un effort exceptionnel fait monté le budget a 1,3 % du PIB, et le gouvernement réfléchi à le passer à 2 % devant l'augmentation des tensions avec la Chine.
« Il reste que le budget de la défense est plus élevé qu'il ne paraît selon les statistiques officielles (…). En effet, les chiffres donnés excluent les pensions des militaires et les défenses des forces paramilitaires que sont les garde-côtes. Or ces dernières ont un matériel de plus en plus militaire, notamment pour faire face à la Corée du Nord, et leur budget est, lui, en augmentation constante. Si l'on inclut les pensions et les garde-côtes, le budget dépasse 1 % du PIB, oscillant entre 1,1 % et 1,5 % ».
L'effort de défense ne porte pas alors prioritairement sur les équipements comme dans les autres nations. Ceci reflète notamment le fait qu'il ne s'agit pas d'une armée mais de « forces d'autodéfense » - sans grande capacité de projection (à l'exception de trois grands bâtiments de débarquement de classe Osumi). À la fin des années 2010, la priorité est la défense antimissile.
À noter l'importance du poste « Bases » dans le budget de 2005, c'est-à-dire la contribution de la JDA au fonctionnement des bases américaines sur le sol japonais et la faiblesse relative du poste Recherche et développement.
- Maintenance : 19 %
- Infrastructure : 3 %
- R&D : 3 %
- Équipement : 18 %
- Bases : 10 %
- Personnel : 45 %
- Autres : 2 %

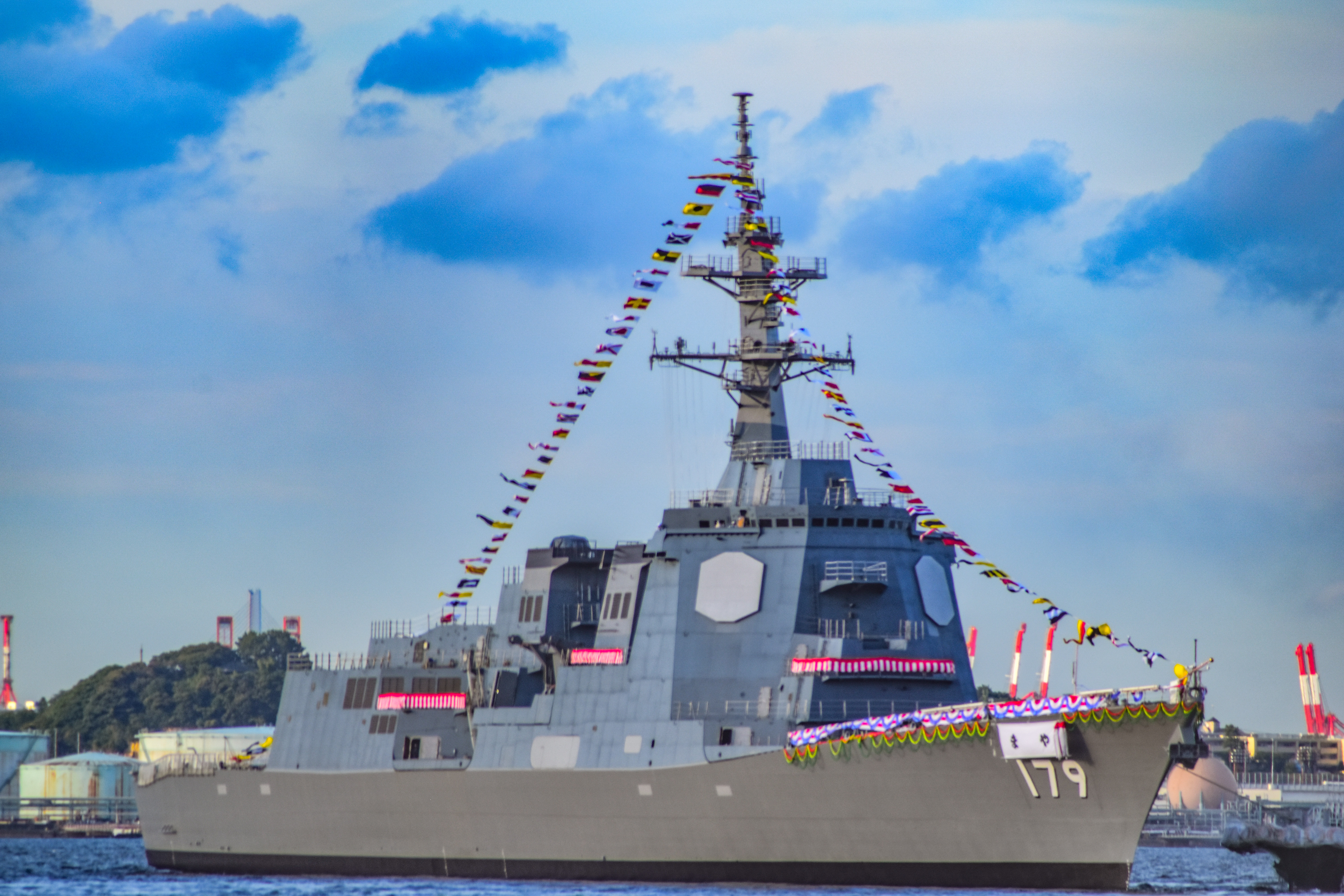
Escorteur Maya après la cérémonie de lancement au chantier JMU Japan Marine United Corporation en 2018.

Le Japon était, en 2005, le 23e importateur mondial d'armement avec une moyenne de 280 millions de dollars par an. Il est le premier client de l'industrie aéronautique et spatiale des États-Unis. À partir de 1967 et pendant une cinquantaine d'années, le Japon n'autorise aucune exportation d'armement offensif. L'industrie japonaise a tenté de faire changer cette politique depuis la fin des années 1990, et les restrictions se sont allégées dans les années 2000. L'interdiction est finalement levée le 1er avril 2014 mais le gouvernement s’interdit, alors, à exporter des armes létales. En mars 2015, les entreprises japonaises sont officiellement en compétition pour le renouvellement de la sous-marinade australienne sans succès marquant le retour du Japon sur le marché des grands contrats militaires internationaux.

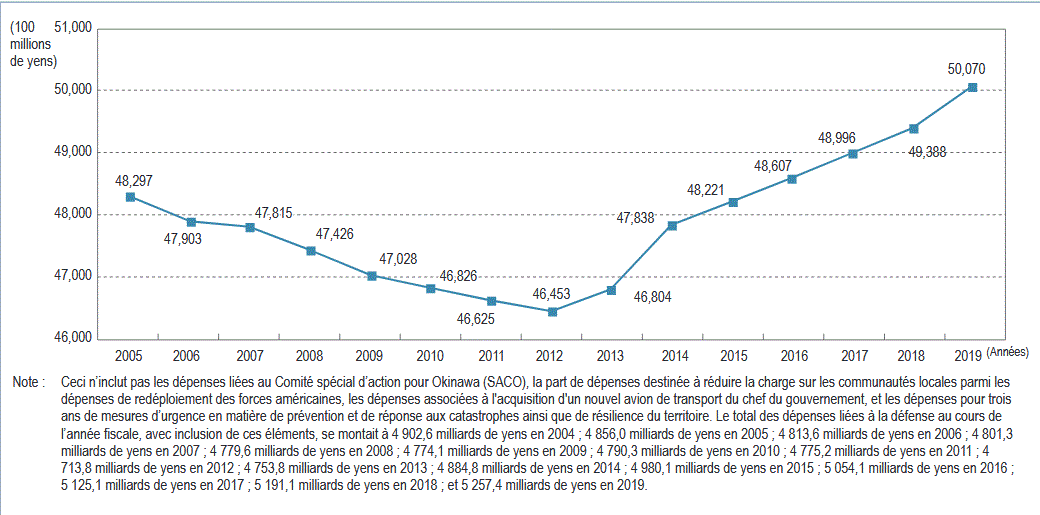
Évolution du budget de la défense du Japon entre 2005 et 2019.

En décembre 2018, Tokyo valida à nouveau un budget « record » pour des forces d’autodéfense, avec un montant de 5 260 milliards de yens (47 milliards de dollars), ce qui correspondait peu ou prou à la demande faite quelques mois plus tôt par le ministère japonais de la Défense.
Cette hausse relativement significative (+ 2 % environ) devait permettre de financer l’acquisition de 6 avions de combat F-35A, des systèmes de défense anti-missile AEGIS basés au sol et d’entamer la transformation des « destroyers porte-hélicoptères » de la classe Izumo en porte-aéronefs. Et elle s’inscrivait dans un plan quinquennal visant à renforcer la défense du Japon. Pour Tokyo, un tel effort était nécessaire pour faire face à la « montée des défis régionaux en termes de sécurité » incarnée par la Corée du Nord et répondre aux « fortes préoccupations » suscitées par l’accroissement des capacités militaires chinoises.

## Contrôle civil
En juin 2015, le Ministère de la Défense a été restructuré afin que les soldats aient le même pouvoir au sein du ministère que les bureaucrates ; cela a représenté un changement majeur par rapport à la politique suivie depuis 1954. Le 3 mars 2016, en réponse a une interpellation au parlement de Kiyomi Tsujimoto, Gen Nakatani, Ministre de la Défense, a déclaré :
Le contrôle civil « [sur les Forces d'autodéfense] est assuré par les hommes politiques. D’après moi, le contrôle civil peut être maintenu par le Ministre de la Défense, un homme politique, le Vice-Ministre de la Défense, ainsi que par le Secrétaire du gouvernement ».

#### Forces japonaises d'autodéfense
- Force aérienne d'autodéfense japonaise
- Force maritime d'autodéfense japonaise
- Force terrestre d'autodéfense japonaise

### Médiagraphie

#### Infographie
- Alain Barluet, « Le Japon est-il en train de se remilitariser ? », sur Le Figaro, 30 avril 2019 (consulté le 19 juillet 2019)
- Vincent Jolly, « Comment le Japon prépare sa défense », sur Le Figaro, 19 juillet 2019 (consulté le 19 juillet 2019)